# ФК Престън Норт Енд
ФК Престън Норт Енд (на английски: Preston North End Football Club) е английски футболен клуб от град Престън.

## История
В миналото Престън Норт Енд е бил един от водещите клубове в английския футбол. През 1888 г. той и още единадесет отбора официално основават Футболната лига на Англия, а в края на сезони 1888/89 и 1889/90 отборът става нейния първи и втори шампион. Престън е и първият отбор в историята, успял да спечели дубъл — той става шампион и печели Купата на Англия през сезон 1888/89. През този сезон отборът поставя и рекорд, който не е подобрен и до днес — завършва сезона без загуба както в първенството, така и в турнира за купата на Англия.
Шампионските титли в първите два сезона на Английската футболна лига са единствените, спечелени от Престън Норт Енд. Последният голям трофей, спечелен от отбора, е Купата на Англия през 1938 г.
През 1961 г. Престън изпада от тогавашната Първа дивизия, най-високото ниво в английския футбол. И оттогава не е завръщал там. Най-голямото си падение отборът достига през сезони 1984/85 и 1985/86, когато първо изпада за първи път в историята си в Четвърта дивизия, а през следващия сезон завършва предпоследен в нея. Спасява се от изпадане в аматьорския футбол единствено заради решение, взето от членовете на Английската футболна лига, които гласуват през сезон 1985/86 да няма изпадащи отбори от Четвърта дивизия.
През следващия сезон 1986/87 Престън успява да се изкачи в Трета дивизия. Оттогава до 1995 г. следват силни и слаби периоди за отбора, редувайки участия във Втора дивизия и в Трета дивизия.
През сезон 1995/96 започва възходът на Престън Норт Енд, който продължава и до днес. Тогава те печелят Трета дивизия под ръководството на мениджъра Гари Питърс. През февруари 1998 г. на мениджърския пост на Престън е назначен 34-годишният защитник на клуба Дейвид Мойс. Под негово ръководство отборът бързо се превръща в един от претендентите за влизане в Първа дивизия. Въпреки че през 1999 г. губи финалния плейоф от Джилингам, година по-късно той печели промоция в Първа дивизия, завършвайки на първо място във Втора дивизия. През следващия сезон 2000/01 Престън достига до финалния плейоф за влизане във Висшата лига, но губи от Болтън Уондърърс с 0:3. Въпреки че Мойс напуска отбора в посока Евертън през 2002 г., Престън успява да достигне до още един финален плейоф за влизане във Висшата лига през сезон 2004/05, но отново го губи — с 0:1 от Уест Хям Юнайтед.

## Стадион
Стадион Дийпдейл е построен през 1860 и отворен официално през 1878 г. Отборът играе и до днес на своя първи стадион, чийто трибуни са обновени на няколко пъти през годините. Стадионът има капацитет от 23 408 места. Три от четирите трибуни на стадиона носят имената на легендарни футболисти на Престън - Том Финли, Бил Шенкли и Алън Кели. Четвъртата трибуна е кръстена недостижимите (invincibles) в чест на отбора на Престън, недопуснал загуба през сезон 1888/89 г.

## Състав за сезон 2010/11
- Вратари

- 1  Андрю Лонегран
- 22  Уейн Хендерсън
- 25  Андреас Арестиду

- Защитници

- 2  Крейг Морган
- 3  Калъм Дейвидсън (капитан)
- 4  Шон Сейнт Леджър
- 5  Уейн Браун
- 12  Дейвид Грей
- 19  Били Джоунс
- 23  Ричи Де Лет (под наем от Манчестър Юнайтед)
- 32  Сам Харт
- 37  Конър Маклафлин
- 40  Нийл Тротмън
- 42  Бейли Райт

- Полузащитници

- 6  Мати Джеймс (под наем от Манчестър Юнайтед)
- 7  Пол Коутс
- 10  Кийт Трейси
- 11  Бари Никълсън
- 14  Дани Мейър
- 15  Адам Бартън
- 17  Пол Пари
- 20  Дарел Ръсел
- 24  Дани Пю (под наем от Стоук Сити)
- 28  Майкъл Тонг (под наем от Стоук Сити)
- 36  Нийл Дугън
- 39  Джордж Милър
- 43  Дойл Мидълтън

- Нападатели

- 9  Крис Браун
- 16  Иън Хюм (под наем от Барнзли)
- 18  Джошуа Кинг (под наем от Манчестър Юнайтед)
- 26  Джон Паркин
- 30  Джейми Дъглас
- 38  Джейми Проктър

## Отличия
- Шампион на Английската първа дивизия / Английската висша лига – 2 пъти
  - 1889, 1890
- Шампион на Английската втора дивизия / Английската първа дивизия / Чемпиъншип – 3 пъти
  - 1904, 1913, 1951
- Купа на Англия – 2 пъти
  - 1889, 1938
- Финалист за Купата на Англия – 5 пъти
  - 1888, 1922, 1937, 1954, 1964